# إسفجير
إسفجير (بالفارسية: اسفجیر) هي قرية تقع في خراسان شمالي في إيران. يقدر عدد سكانها بـ 629 نسمة بحسب إحصاء 2016.